# 본다사냥개박쥐
본다사냥개박쥐 또는 토마스사냥개박쥐(Molossus currentium)는 큰귀박쥐과에 속하는 박쥐의 일종이다. 남아메리카와 중앙아메리카에서 발견된다. 일반명은 콜롬비아 산타마르타 근처의 본다 시의 이름에서 유래했다.

## 특징
본다사냥개박쥐는 보통 크기의 박쥐로 전체 몸길이가 약 11cm, 평균 몸무게가 약 18g이다. 수컷이 암컷보다 크다. 털은 희미한 검은색부터 불그스레한 오렌지색까지 띠며, 하체는 연한 색이지만 날개와 주둥이, 귀는 검다.

## 분포 및 서식지
본다사냥개박쥐는 서로 떨어진 두 군데 지역에서 서식한다. 북쪽은 중앙아메리카 동부 지역으로 온두라스와 파나마 사이, 북쪽 베네수엘라와 콜롬비아부터 에콰도르를 거쳐 페루 북단까지 사이의 지역이다. 남쪽은 브라질 마투그로수주와 파라과이를 거쳐 아르헨티나 북부와 동부 지역이다. 분포 지역 안에서 주로 해발 약 600m 아래의 열대 우림에서 서식한다.

## 생태 및 습성
본다사냥개박쥐는 야행성 동물이자 식충성 박쥐로 먹이의 상당 부분은 나방이 차지하고 있다. 낮 동안에는 주로 동굴과 나무 구멍 속에서 매달려 지내지만 건물 속에서 발견되기도 한다. 암컷 박쥐는 3월과 8월에 한 마리의 새끼를 낳는다. 적어도 일부 암컷은 한 해에 두 번 이상 발정기에 들어간다.